# اتفاقية فيينا بشأن المسؤولية المدنية عن الأضرار النووية
اتفاقية فيينا بشأن المسؤولية المدنية عن الأضرار النووية (بالإنجليزية: Vienna Convention on Civil Liability for Nuclear Damage) هي معاهدة في عام 1963 التي تحكم قضايا المسؤولية في حالات الحوادث النووية. تم إبرام الاتفاقية في فيينا في 21 مايو 1963، ودخلت حيز التنفيذ في 12 نوفمبر 1977. تم تعديل الاتفاقية ببروتوكول عام 1997، والذي دخل حيز التنفيذ منذ 4 أكتوبر 2003. الوديعة هي الوكالة الدولية للطاقة الذرية.
اعتبارًا من فبراير 2014 تم التصديق على الاتفاقية من قبل 40 دولة. وقعت كولومبيا وإسرائيل والمغرب وإسبانيا والمملكة المتحدة على الاتفاقية لكنها لم تصدق عليها. ونددت سلوفينيا بالمعاهدة وانسحبت منها لتصبح طرفًا في اتفاقية باريس.